# 卍党 (朝鮮)
卍党（まんじとう、マンダン、만당）は、日本統治時代の朝鮮で組織された仏教系の秘密組織。抗日的性格の団体であったと評価されている。

## 結成と活動
三・一運動以後、1920年代に活発に展開された青年僧侶たちの動きが様々な限界から困難になり、秘密結社組織である卍党が胎動した。1924年以降よく交流していたイ・ヨンジョ（이용조）、チョ・ハクユ（조학유）、金尚昊、金法麟が集まり、1930年5月に1次結社が組織された。その後、2次結社、3次結社で卍党に共感する僧侶たちが順次合流した。
卍党の党首には韓龍雲が推薦された。しかし、卍党における韓龍雲の役割については相反する証言がある。イ・ヨンジョは、韓龍雲を党首に推薦しただけで韓龍雲本人にはこの事実を知らせなかった、と証言しているが、朴暎熙は、韓龍雲の直接指示で卍党が組織されたという証言を残している。
秘密結社である卍党の組織や活動については、詳細は知られていない。崔凡述は回顧録で、自分が住持（住職）であった多率寺に党員らが集まり、一種の集合先の役割をしていたと主張しており、韓龍雲は精神的支柱の役割を果たしたと伝えられる。綱領によると、活動の目標は仏教の普及と教団の革新に力を入れることであった。

## 低迷と解体
卍党は朝鮮仏教青年総同盟（조선불교청년총동맹）という団体を組織し、公開活動に転換した。卍党党員は、朝鮮仏教青年総同盟で核心的な役割を担った。
1932年に朝鮮仏教中央教務院の増資問題で内分が発生し、活動は沈滞し始めた。党員の金尚昊は、卍党組織の反対にもかかわらず中央教務院の幹部席に上がった。一部の党員を排除しようとする強硬論とこれに反対する穏健論が対立し、組織は1933年に解体された。
日中戦争勃発後の1938年ころから卍党党員が続々逮捕される事態が発生したとする証言がたくさんあるが、尋問調書や裁判記録は伝わってない。